# Спас-Ильдь
Спас-Ильдь — село в Некоузском районе Ярославской области России. 
В рамках организации местного самоуправления входит в Некоузское сельское поселение, в рамках административно-территориального устройства является центром Спасского сельского округа.

## География
Расположено на берегу реки Ильд в 14 км на север от райцентра села Новый Некоуз.

## История
Первое упоминание о селе Спасском на Ильди встречается в источниках под 1724 годом. Каменная церковь Преображения в селе построена в 1799 году, в церкви было три престола: во имя Преображения Господня; во имя Казанской иконы Божией Матери; во имя Святителя и Чудотворца Николая. 
В конце XIX — начале XX века село входило в состав Некоузской волости Мологского уезда Ярославской губернии.
С 1929 года село являлось центром Спасского сельсовета Некоузского района, с 2005 года — в составе Некоузского сельского поселения.

## Население
| 1859 | 2002 | 2007 | 2010 |
| ---- | ---- | ---- | ---- |
| 13   | ↗99  | ↘92  | ↘58  |

## Инфраструктура
В селе имеется Спас-Ильдинская основная общеобразовательная школа, отделение почтовой связи.

## Достопримечательности
В селе расположена недействующая Церковь Спаса Преображения (1799).